# Chvalšiny
Chvalšiny település Csehországban, a Český Krumlov-i járásban. Chvalšiny Kájov, Ktiš, Boletice és Brloh településekkel határos. Lakosainak száma 1249 fő (2024. január 1.).

## Népesség
A település lakosságának változását az alábbi diagram mutatja:
| Lakosok száma | 1856 | 1831 | 1949 | 973  | 1135 | 1111 | 1259 | 1254 | 1244 | 1249 |
|               | 1869 | 1890 | 1921 | 1950 | 1980 | 2001 | 2017 | 2019 | 2022 | 2024 |